# Chris (Chris Connor)
| Recensione | Giudizio |
| ---------- | -------- |
| AllMusic   |          |

Chris è una Compilation della cantante jazz statunitense Chris Connor, pubblicato dalla Bethlehem Records nel giugno del 1956.

## Tracce

### LP (1956, Bethlehem Records, BCP 56)
Lato A
1. All About Ronnie (The Ellis Larkins Trio) – 2:57 (Joe Greene) – Registrato il 9-11 agosto 1954 a New York
2. Miser's Serenade (Sy Oliver and His Orchestra) – 2:44 (Fred Patrick, Claude Reese, Jack Val, Marvin Fisher) – Registrato il 17-18 dicembre 1953 a New York
3. Everything I Love (Sy Oliver and His Orchestra) – 2:16 (Cole Porter) – Registrato il 17-18 dicembre 1953 a New York
4. Indian Summer (Sy Oliver and His Orchestra) – 2:54 (testo: Al Dubin – musica: Victor Herbert) – Registrato il 17-18 dicembre 1953 a New York
5. I Hear Music (The Ellis Larkins Trio) – 2:18 (testo: Frank Loesser – musica: Burton Lane) – Registrato il 9-11 agosto 1954 a New York
6. Come Back to Sorrento (The Ellis Larkins Trio) – 2:43 (testo: Giambattista De Curtis; Claude Aveling testo in inglese – musica: Ernesto De Curtis) – Registrato il 9-11 agosto 1954 a New York

Durata totale: 15:52
Lato B
1. Out of This World (The Vinnie Burke Quartet) – 2:54 (testo: Johnny Mercer – musica: Harold Arlen) – Registrato il 21 agosto 1954 a New York
2. Lush Life (The Vinnie Burke Quartet) – 2:53 (Billy Strayhorn) – Registrato il 21 agosto 1954 a New York
3. From This Moment On (The Ralph Sharon Group) – 2:28 (Cole Porter) – Registrato nell'aprile 1955 a New York
4. A Good Man Is a Seldom Thing (The Ralph Sharon Group) – 3:23 (Charles DeForest) – Registrato nell'aprile 1955 a New York
5. Don't Wait Up for Me (The Ralph Sharon Group) – 2:33 (Charles DeForest) – Registrato nell'aprile 1955 a New York
6. In Other Words (The Ralph Sharon Group) – 3:06 (Bart Howard) – Registrato nell'aprile 1955 a New York

Durata totale: 17:17

## Musicisti
- Chris Connor – voce

### Gruppo
The Ellis Larkins Trio (A1, A5 e A6)
- Ellis Larkins – pianoforte
- Everett Barksdale – chitarra
- Beverly Peer – contrabbasso

Sy Oliver and His Orchestra (A2, A3 e A4)
- Sy Oliver – direttore d'orchestra, arrangiamenti
- Sid Cooper – sassofono alto
- Milt Yaner – sassofono alto
- Boomie Richman – sassofono tenore
- Sam Taylor (Sam "The Man" Taylor) – sassofono tenore
- Dave McRae – sassofono baritono
- Jim Bright – tromba
- Jimmy Nottingham – tromba
- Red Solomon – tromba
- Vernon "Vern" Friley – trombone
- Frank Saracco – trombone
- Ward Silloway – trombone
- Kai Winding – trombone
- Dave Martin – pianoforte
- Sid Block – contrabbasso
- Jimmy Crawford – batteria[3]

The Vinnie Burke Quartet (B1 e B2)
- Vinnie Burke – contrabbasso
- Joe Cinderella – chitarra
- Ronnie Odrich – flauto, clarinetto
- Don Burns – fisarmonica
- Art Mardigan – batteria

The Ralph Sharon Group (B3, B4, B5 e B6)
- Ralph Sharon – pianoforte
- Herbie Mann – flauto, sassofono tenore
- Joe Puma – chitarra
- Milt Hinton – contrabbasso
- Osie Johnson – batteria

### Produzione
- Creed Taylor – produzione (A1, A5, A6, B1, B2, B3, B4, B5 e B6)
- Sy Oliver – produzione (A2, A3 e A4)
- Registrazioni effettuate 17-18 dicembre 1953, 9-11 e 21 agosto 1954, aprile 1955 a New York City, New York[3]
- Burt Goldblatt – design copertina album originale
- Joseph P. Muranyi – note retrocopertina album originale[4]